# Asteroide di tipo B

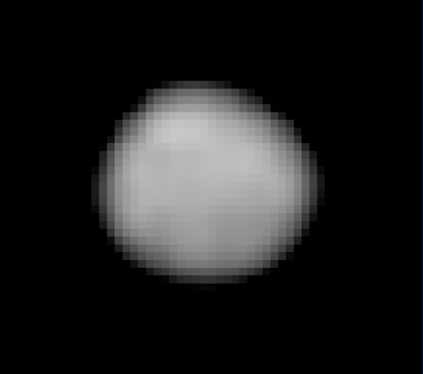
Pallas, il più grande asteroide di tipo B.

Gli asteroidi di tipo B sono un tipo di asteroidi carboniosi relativamente poco comuni, che rientrano nel più vasto gruppo C.
Gli asteroidi di tipo B si trovano in maggior parte nella regione esterna della fascia principale e dominano anche la famiglia Pallas, una famiglia di asteroidi molto inclinati che comprende il secondo più grande asteroide, 2 Pallas. Si pensa che gli asteroidi di tipo B siano residui primitivi e ricchi di componenti volatili del sistema solare primordiale.
Nella classificazione SMASS degli asteroidi il tipo B raggruppa sia il tipo B che il tipo F della classificazione Tholen. 

## Caratteristiche
Gli asteroidi di questo tipo sono in genere simili a quelli del tipo C, differiscono per l'assorbimento nell'ultravioletto al di sotto di 0,5 μm che è scarso o assente, e nello spettro che è leggermente tendente al blu piuttosto che al rosso. L'albedo, inoltre, tende ad essere più alto del tipo C, che è generalmente molto scuro.